# Association Petits Princes
 (août 2018).
L'Association Petits Princes est une association à but non lucratif créée en 1987 qui s'est donnée pour but de réaliser les rêves d’enfants et adolescents malades atteints de cancers, leucémies et de certaines maladies génétiques.

## Historique

### Création
Dominique Bayle, professeure de culture physique, cherche un moyen de venir en aide aux enfants malades en réalisant leurs rêves. Avec sa belle-sœur, infirmière libérale, elle rencontre en 1987 Frédéric d'Agay, petit neveu d'Antoine de Saint-Exupéry, qui accorde gracieusement l’utilisation du nom « Petits Princes ». L’Association Petits Princes naît officiellement en novembre 1987 et permet en 1988 à un premier enfant de réaliser son rêve,.

### Évolution
En 2010, l'Association Petits Princes obtient le statut d'association reconnue d'utilité publique.
L'Association a fêté, le 17 novembre 2018, son 7000e rêve réalisé.[réf. nécessaire]